# 池内真武
池内 真武（いけうち まさたけ）は、戦国時代から安土桃山時代にかけての武将。香宗我部氏の家臣。土佐国香宗城主。

## 略歴
池内氏は土佐国土佐郡朝倉荘池内（現在の高知県吾川郡いの町）を発祥とし、土佐八木氏の末裔という。戦国時代初期に香美郡香宗郷に移り、香宗我部氏に仕えた。
真武は香宗我部親秀の養子となった親泰をよく助け、永禄12年（1569年）、安芸氏滅亡後に親泰が安芸氏を名乗ろうとした際、香宗我部氏の断絶を憂いて親泰に安芸守を称すよう進言したという。その後、長宗我部元親による土佐、四国統一戦では親泰に従軍し、天正9年（1581年）から翌10年（1582年）にかけては元親の麾下となり、阿波国一宮城の守将となった。
また、天正16年（1588年）の長宗我部地検帳によると、真武は香宗郷内で十三町余の所領を有していた。
慶長5年（1600年）の関ヶ原の戦いで主家が改易されると、真武の子孫は郷士となった。